# Traité numéro 3

Carte des traités numérotés

Le Traité numéro 3 est une entente signée le 3 octobre 1873 entre les Premières Nations ojibwées et le monarque du Canada, la reine Victoria. Le traité traite d'une grande partie du territoire des Ojibwés qui inclut le Nord-Ouest de l'Ontario et une petite partie dans l'Est du Manitoba. Il s'agit du troisième traité numéroté signé entre des Premières Nations et le gouvernement du Canada.

## Annexe